# Alphitonia
Genre
Classification phylogénétique
Alphitonia est un genre de plantes à fleurs de la famille des Rhamnaceae.

## Description
Les espèces du genre Alphitonia sont généralement des arbustes ou de grands arbres.
Les feuilles coriaces lancéolées sont alternes, d'environ 12 centimètres de long. Les marges sont lisses. Les veines sont pennées. Les feuilles ont des trichomes complexes blancs à rouillés sur la surface inférieure. Le pétiole mesure moins du quart de la longueur d'une lame. Des stipules sont présents.
Les petites fleurs des grappes terminales ou axillaires fleurissent au printemps. Les fleurs sont bisexuelles. L'hypanthe est présent. Les fleurs montrent 5 sépales, 5 pétales et 5 étamines. L'ovaire est inférieur. Les fruits sont ovoïdes, les capsules noirâtres et non charnues, avec une graine par locule.

## Répartition
Alphitonia se trouve dans les régions tropicales de l'Asie du Sud-Est, de l'Océanie et de la Polynésie.

## Espèces
- Alphitonia carolinensis
- Alphitonia excelsa (Fenzl) Reissek ex Benth.
- Alphitonia ferruginea
- Alphitonia franguloides
- Alphitonia incana
- Alphitonia macrocarpa
- Alphitonia marquesensis F.Brown – Makee (Îles Marquises)
- Alphitonia moluccana
- Alphitonia neocaledonica  Nouvelle-Calédonie
- Alphitonia obtusifolia
- Alphitonia petriei (en)  – Pink Ash, White Ash (Australie)
- Alphitonia ponderosa Hillebr. – Kauila (Hawaï)
- Alphitonia philippinensis
- Alphitonia rubiginota
- Alphitonia whitei  – Red Ash (Australie)
- Alphitonia zizyphoides (Solander) A.Gray – Toi (Polynésie)

## Écologie
Les espèces d'Alphitonia servent de nourriture à la chenille du papillon de nuit Aenetus mirabilis qui ne se nourrit que de ce genre. Elle creuse horizontalement dans le tronc, puis verticalement vers le bas.

## Source de la traduction
- (en) Cet article est partiellement ou en totalité issu de l’article de Wikipédia en anglais intitulé « Alphitonia » (voir la liste des auteurs).